# Charaxes griseus
Charaxes griseus är en fjärilsart som beskrevs av Schultze 1914. Charaxes griseus ingår i släktet Charaxes och familjen praktfjärilar. Inga underarter finns listade i Catalogue of Life.